# Марш, Питер
Питер Ричард Джеймс Марш (англ. Peter Richard James Marsh, 12 мая 1951) — британский хоккеист (хоккей на траве), нападающий.

## Биография
Питер Марш родился 12 мая 1951 года.
Играл в хоккей на траве за «Харборн» из Бирмингема.
В 1972 году вошёл в состав сборной Великобритании по хоккею на траве на Олимпийских играх в Мюнхене, занявшей 6-е место. Играл на позиции нападающего, провёл 2 матча, забил 2 мяча в ворота сборной Мексики.